# 亞歷山大·維拉赫斯
亞歷山大·維拉赫斯（Alexander Vlahos，1988年7月30日—）是威爾斯的一位演員。他最著名的作品是在BBC電視劇少年魔法師梅林中飾演Mordred角色。他的父親是希臘人，母親是威爾斯人。他會說英語和威爾斯語。

## 外部連結
- 亞歷山大·維拉赫斯在互联网电影资料库（IMDb）上的資料（英文）
- 亞歷山大·維拉赫斯的X（前Twitter）